# Hańkowice
Hańkowice (ukr. Ганьковичі) – wieś na Ukrainie, w rejonie jaworowskim (do 2020 roku w rejonie mościskim) obwodu lwowskiego. Wieś liczy 188 mieszkańców.
Wieś szlachecka Hankowice, własność Konstantego Korniakta, położona była w 1589 roku w ziemi przemyskiej województwa ruskiego. W II Rzeczypospolitej do 1934 samodzielna gmina jednostkowa. Następnie należała do zbiorowej wiejskiej gminy Pnikut w powiecie mościskim w woj. lwowskim. Po wojnie wieś weszła w struktury administracyjne Związku Radzieckiego.